# Matt Welsh

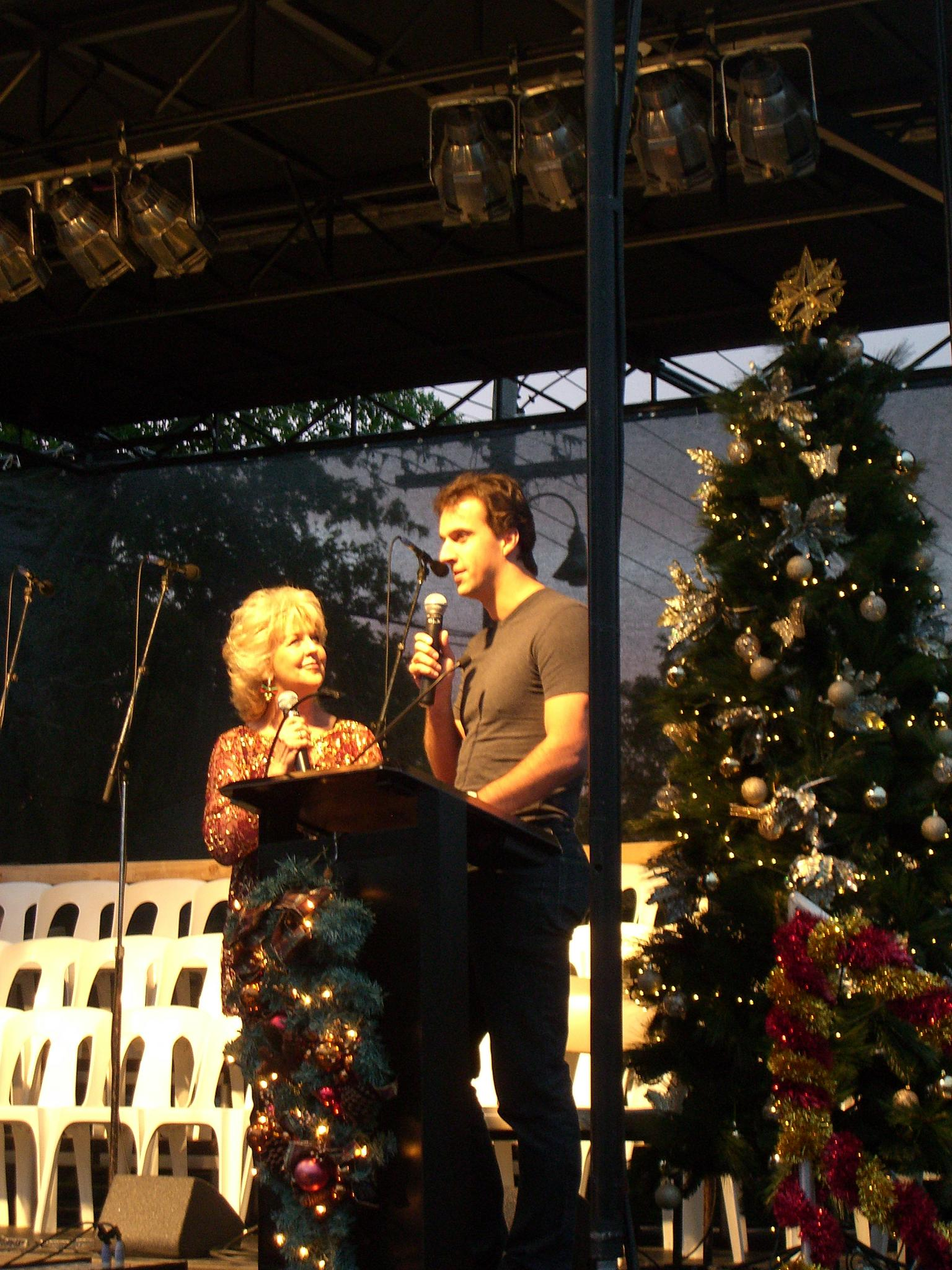
Matt Welsh (Mount Waverley, 2008)

Matthew "Matt" Welsh OAM (* 18. November 1976 in Melbourne) ist ein australischer Schwimmer. Er ist spezialisiert auf die Lagen Rücken und Schmetterling.
Bei den Olympischen Spielen 2000 in seinem Heimatland Australien gewann Welsh sowohl Silber über 100 m Rücken als auch mit der australischen 4 × 100-m-Lagenstaffel. Außerdem gewann er Bronze über 200 m Rücken.
Bereits bei den Schwimmweltmeisterschaften 1998 gewann er Gold mit der 4 × 100-m-Lagenstaffel.
Bei den Schwimmweltmeisterschaften 2001 gewann er Gold über 100 m Rücken und mit der 4 × 100-m-Lagenstaffel. Außerdem erreichte er über 50 m Rücken den dritten Platz.
Zwei Jahre später bei den Weltmeisterschaften in Barcelona gewann er Gold über 50 m Schmetterling und je Silber über 50 und 100 m Rücken.
Im Jahre 2005 gewann er bei den Weltmeisterschaften eine Silbermedaille über 50 m Rücken.
Bei den Weltmeisterschaften 2007 in seiner Heimatstadt Melbourne gewann er noch ein Mal Gold mit der 4 × 100-m-Lagenstaffel der Australier. In Einzelrennen konnte er aber keine Medaille mehr gewinnen.
Außerdem gewann Welsh bei Kurzbahnweltmeisterschaften insgesamt sieben Gold-, fünf Silber- und zwei Bronzemedaillen. Bei Commonwealth Games gewann er insgesamt vier Gold- und zwei Silbermedaillen.
Für seine Verdienste im Schwimmsport wurde er 2013 mit der Medaille des Order of Australia ausgezeichnet.

## Steckbrief
- Klub: Surry Park
- Größe: 188 cm
- Gewicht: 80 kg
- Trainer: Ian Pope

## Privates
Welsh ist mit dem australischen TV-Star Lauren Newton verheiratet, ihr erstes Kind Sam Albert Newton Welsh wurde am 19. Januar 2008 geboren.